# Pokrovske, Kroleveț
Pokrovske (în ucraineană Покровське) este un sat în comuna Iaroslaveț din raionul Kroleveț, regiunea Sumî, Ucraina.

## Demografie
Componența lingvistică a localității Pokrovske
     Ucraineană (98,41%)
     Rusă (1,59%)
Conform recensământului din 2001, majoritatea populației localității Pokrovske era vorbitoare de ucraineană (98,41%), existând în minoritate și vorbitori de rusă (1,59%).